# Cybister cavicollis
Cybister cavicollis är en skalbaggsart som beskrevs av Sharp 1887. Cybister cavicollis ingår i släktet Cybister och familjen dykare. Inga underarter finns listade i Catalogue of Life.